# Ипериус, Андреас
Андреас Ипериус (лат. Andreas Hyperius, он же нем. Andreas Gerhard von Ypern; 1511 — 1564) — немецкий теолог.

## Биография
Был профессором богословия в Марбурге. По своим познаниям в области классической древности он не уступал Эразму и Меланхтону. Главное его сочинение — «De formandis concionibus sacris» (Марбург, 1553) — посвящено гомилетическим вопросам. Другие его труды: «De theologo, seu de ratione studii theologici libri IV» (Базель, 1556); «De sacrae scripturae lectione» (Базель, 1561). Полного собрания его сочинений нет; часть их издана в 1570 в Базеле под заглавием «Opuscula theologica».